# Walerian Protasewicz
Walerian Protasewicz, Walerian Protaszewicz Szuszkowski herbu Drzewica (ur. ok. 1505 w Krajsku koło Mińska, zm. 31 grudnia 1579 w Wilnie) – biskup łucki, następnie wileński, pisarz wielki litewski, założyciel wileńskiego kolegium jezuickiego, przekształconego w 1578 roku w uniwersytet, kanclerz Akademii i Uniwersytetu Wileńskiego Towarzystwa Jezusowego w latach 1579-1580.

## Życiorys
Pochodził z Suszkowa koło Krajska, w województwie mińskim. Jego rodzina miała prawdopodobnie litewski, bojarski rodowód, skoligacona była z książętami Świrskimi i rodem Kieżgajłów. 
Był pisarzem kancelarii administrującej posiadłościami litewskimi królowej Bony. W 1533 roku został kanonikiem żmudzkim, a w 1537 – wileńskim. W 1544 roku został pisarzem Wielkiego Księstwa Litewskiego i sekretarzem Zygmunta Augusta; do 1549 roku kierował kancelarią ruską. W roku 1547 został biskupem łuckim. W r. 1550 r. wydał statut dla członków kapituły katedralnej, kładąc w nim nacisk na obowiązek stałego rezydowania przy katedrze i uczestniczenia w modlitwach chórowych. W roku 1554 zwołał synod diecezjalny, który obradował w dniach 22-24 kwietnia t.r. w kościele św. Jana Chrzciciela w Janowie Podlaskim. Ogłosił wówczas dekret potępiający działających na Podlasiu kaznodziejów protestanckich: Szymona Zacjusza Proszowic, Hieronima Piekarskiego z Białej i Walentyna Duszę, doznających opieki ze strony starosty brzeskiego Mikołaja Radziwiłła “Czarnego”, kanclerza wielkiego litewskiego i wojewody wileńskiego. W 1556 r. został biskupem wileńskim. Na sejmie bielskim 1564 roku był świadkiem wydania przywileju bielskiego przez króla Zygmunta II Augusta. W 1570 roku założył kolegium jezuitów w Wilnie, któremu Stefan Batory nadał w 1578 roku prawa uniwersytetu.